# Nakhon Nayok (tỉnh)
Nakhon Nayok (tiếng Thái: นครนายก, phát âm [ná(ʔ).kʰɔ̄ːn nāː.jók], phiên âm: Na-khon Na-dóc) là một tỉnh ở miền Trung của Thái Lan. Tỉnh này giáp các tỉnh (từ phía Bắc theo chiều kim đồng hồ): Saraburi, Nakhon Ratchasima, Prachinburi, Chachoengsao và Pathum Thani.

## Địa lý
Phía bắc tỉnh nằm ở dãy núi Dong Phaya Yen, với điểm cao nhất 1292 mét ở Yod Khao Kiew. Phần lớn khu vực này là vườn quốc gia Khao Yai. Khu vực trung bộ tỉnh là vùng đồng bằng sông Nakhon Nayok. Phía nam tỉnh là một vùng đất chua khá cằn cỗi.